# إيرل في. جونسون
إيرل في. جونسون (بالإنجليزية: Earl V. Johnson)‏ هو ضابط أمريكي، ولد في 28 ديسمبر 1913 في وينثروب في الولايات المتحدة، وتوفي في 8 مايو 1942 في بحر المرجان في أستراليا.